# Völuspá

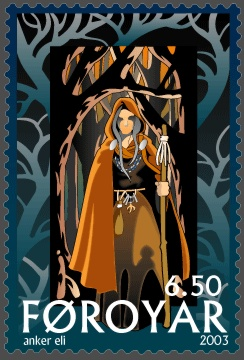
La Völva (prophétesse) sur un timbre des îles Féroé (2003).

La Völuspá  (en français « prophétie de la voyante » ou « dit de la voyante ») est un poème anonyme en vieux norrois de mythologie nordique probablement composé au Xe ou XIe siècle (« vers l'an 1000 », selon Régis Boyer).
Il s'agit sans conteste de la plus célèbre œuvre parmi les poèmes mythologiques contenus dans l'Edda poétique. Long de 59 à 66 strophes selon les versions, il est préservé dans les manuscrits islandais Codex Regius et Hauksbók, rédigés respectivement aux XIIIe et XIVe siècles. Une trentaine de strophes sont également citées dans l'Edda de Snorri, écrit au XIIIe siècle.
La Völuspá est un poème cosmogonique et eschatologique qui prend la forme d'un long monologue où une voyante expose au dieu Odin, en une série de visions riches de détails, l'histoire et le destin du monde, des dieux et des hommes, depuis l'origine du monde jusqu'au Ragnarök qui verra l'avènement d'un renouveau de l'univers. Bien que probablement composé par un scalde païen, la plupart des chercheurs s'accordent à penser que le poème a été influencé par des dogmes et l'imagerie chrétiennes qui étaient certainement connus des Islandais cultivés à l'époque, comme l'idée de régénération morale après une fin du monde prophétique.

## Titre
Le titre en vieux norrois, Völuspá, n'est mentionné que dans l'Edda de Snorri, qui ne fait que citer des extraits du poème. Il peut être décomposé comme suit : völva désigne les voyantes dans le monde nordique, et le terme vieux norrois spá se réfère à l'acte de prophétie ou de vision. Ainsi, Völuspá signifie littéralement « prophétie de la voyante »

## Sources et auteur
La Völuspá est aujourd'hui le poème le plus célèbre de l'Edda poétique, une compilation de poèmes anonymes de la mythologie nordique composés entre les IXe et XIIIe siècles et se trouvant dans divers manuscrits, le plus important étant le Codex Regius. La Völuspá est conservée dans des manuscrits considérés comme des copies d'originaux qui ont été perdus. Le poème apparaît en 62 strophes en tête du Codex Regius AM 748, rédigé vers 1270. Le manuscrit n'a été redécouvert qu'au XVIIe siècle par l'évêque luthérien Brynjólfur Sveinsson, qui le nomma l'Edda de Sæmund car il pensait à tort que les poèmes étaient composés par le prêtre catholique Sæmundr Sigfússon (1056-1133). 
La Völuspá est également préservée en 59 strophes dans le recueil appelé Hauksbók, du nom de son auteur Haukr Erlendsson, rédigé vers 1325. Autrement, l'Edda en prose de Snorri Sturluson, rédigée vers 1220, raconte en prose certains mythes évoqués dans la Völuspá et cite une trentaine de strophes du poème - d'ailleurs le titre du poème n'est mentionné que dans l’œuvre de Snorri, et ce une dizaine de fois. Les différentes sources présentent des versions un peu différentes, ainsi, la plupart des chercheurs utilisent le texte du Codex Regius et y rajoutent les quatre strophes que l'on trouve uniquement dans Hauksbók, ce qui aboutit donc à un poème « reconstruit » de 66 strophes. 
Comme pour l'ensemble des textes de l'Edda poétique, l'auteur est anonyme et sa date précise de composition n'est pas donnée. Le poème est probablement d'origine islandaise. Le poème Thorfinnsdrápa du scalde Arnórr jarlaskáld, qui a été composé de source sûre en 1065 et à sa strophe 24 copie des expressions de la strophe 54 de la Völuspá, est alors considéré comme un terminus ante quem. La plupart des chercheurs placent la composition de la Völuspá autour de l'an mil, bien que certains remontent sa composition jusqu'au début du Xe siècle,.

## Structure
Le mètre employé est le fornyrðislag (« ton des anciens récits »). Il consiste en des strophes de huit vers courts à deux temps forts, l'accent islandais tombant toujours sur la première syllabe. Les vers sont constitués de quatre syllabes. Les vers pairs et impairs sont reliés par allitération.

## Résumé
Plusieurs partitions du poème ont été proposées. Notamment, les révélations de la voyante concernent tout d'abord les temps de la création, puis les grands événements mythologiques, qu'elle décrit à la première personne. La fin du monde et ce qui lui succède sont ensuite racontés à la troisième personne. Cette forme de narration, qui évoque un dédoublement de la personnalité, est caractéristique des médiums. Elle dénote peut être une influence chamanique. 

### Le passé
1-8. Le poème débute sur une présentation de la Völva. Elle est une géante et, comme le lui a demandé Odin, elle va décrire les temps primordiaux. Il n'y avait alors que le vide. Les fils de Bur créèrent ensuite le monde. Il n'y avait non plus ni jour ni nuit. Les dieux se consultèrent alors et organisèrent le temps. Puis ils se rassemblèrent à Idavoll et y érigèrent leurs temples. C'était l'âge d'or.
9-16. Puis les dieux réfléchirent aux peuples que les nains devaient former du sang et des os d'Ymir, le géant primordial. La Völva décline alors la thula des nains.
17-18. Les dieux trouvèrent alors Ask et Embla, le premier homme et la première femme. Ils étaient faibles, alors Odin leur donna l'esprit, Hœnir le sens, et Lódur le sang.

### Le présent

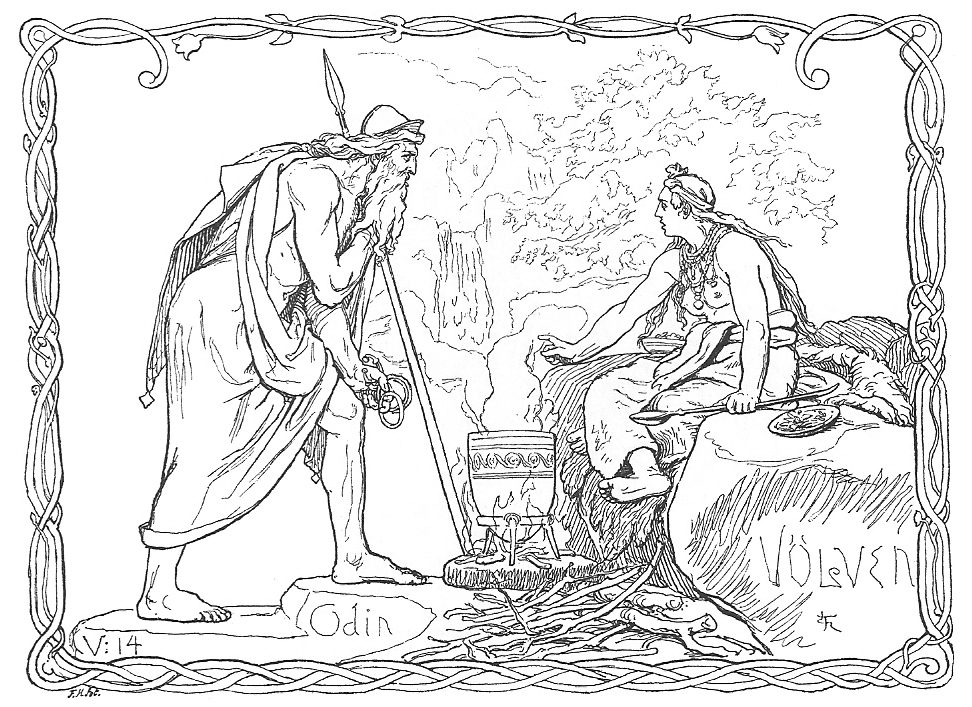
Odin et la Völva (Lorenz Frølich, 1895).

19-20. Il y a un arbre primitif, Yggdrasill. Sous celui-ci se trouve le puits où les trois Nornes — Urdr, Vervandi et Skuld — arrêtent le destin des hommes.
21-24. La Völva évoque ensuite la guerre des dieux. Les Ases tentèrent à trois reprises de tuer et brûler Gullveig, une sorcière qui les perturbait. Ils se consultèrent afin de savoir s'il serait payé un tribut aux Vanes. Odin provoqua alors la première guerre contre ceux-ci. Au cours de la guerre, l'enceinte d'Ásgard fut détruite et les Vanes remportèrent la victoire.
25-26. Les remparts de la cité des dieux furent reconstruits. Cependant, les promesses des Ases furent brisées par Thor qui se battit contre le géant bâtisseur.
28-33. Odin revient interroger la voyante et lui offre des bijoux. Elle voit alors la mort de Baldr, tué par son frère avec une branche de gui. Il sera vengé par son autre frère Vali.
34-35. La Völva voit ensuite le supplice de Loki, enchaîné grâce aux chaînes de Vali. Sigyn veille à ses côtés.
36-39. Elle décrit les quatre points cardinaux. Notamment, elle dépeint la sombre demeure des parjures, Náströnd. Nídhögg y suce les cadavres, Garmr les dépèce.
40-43. À l'est, les loups se reproduisent et les signes de la fin se multiplient.

### La fin
44-52. Le Ragnarök sera annoncé par Garmr. Les chaînes de Fenrir se briseront, la discorde se répandra et Heimdall soufflera dans Gjallarhorn. Alors que les Ases tiennent conseil, Hrym arrive de l'est et Jörmungand s'agite dans la mer. Les fils de Muspellheim prennent la mer à bord du bateau Naglfar, conduit par Loki. Le géant du feu Surt vient par le sud. Le sol s'ébranle et le ciel se fend.
53. Frigg apprendra avec tristesse que Fenrir a dévoré son mari. Freyr combattra Surtr.

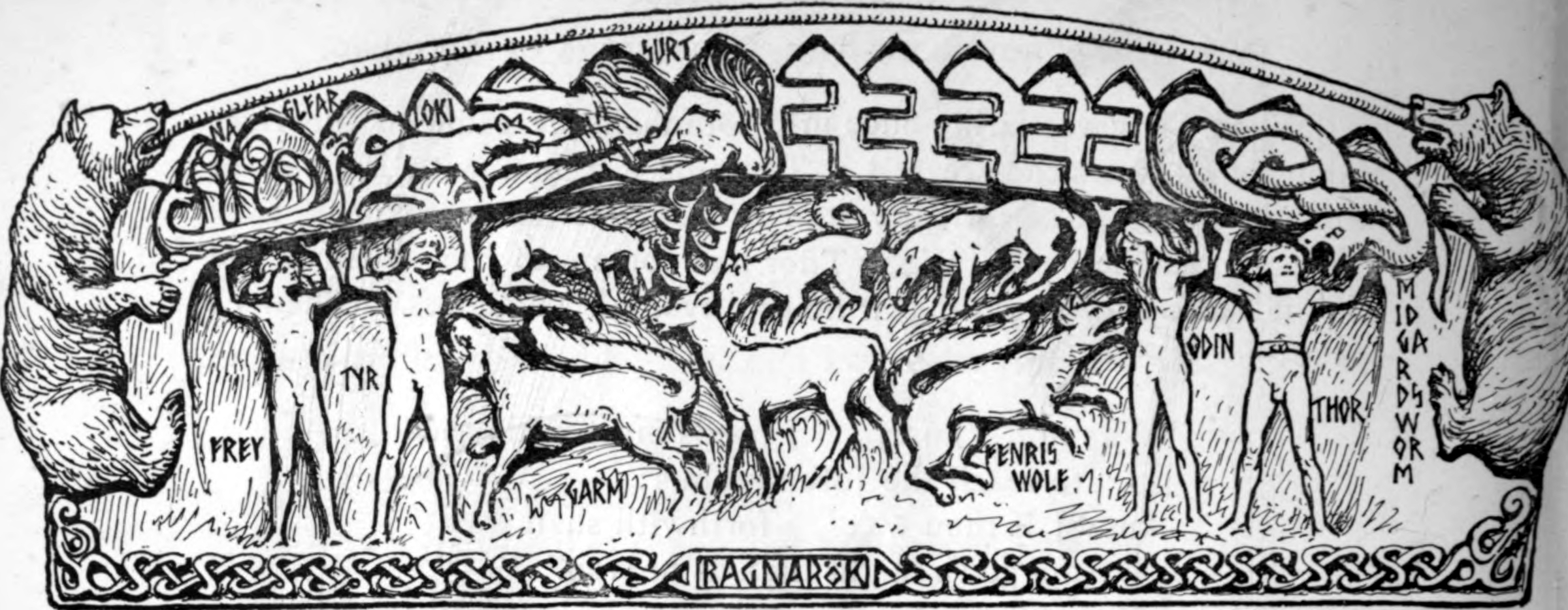
le Ragnarok

54-58. Plus tard, Vidar tuera le loup. Thor combattra le serpent du monde et mourra ensuite, après avoir fait neuf pas. Le monde vacillera et le feu le recouvrira.
59-66. Puis, à nouveau, Idavoll deviendra verte. Les Ases s'y rassemblent et se remémorent ces événements. Ils retrouveront les tables d'or. Höd et Baldr reviendront du séjour des morts. Tous viendront habiter à Gimlé. Nídhögg redescendra de Nidafjöll et survolera les plaines en portant des cadavres sur ses ailes.

## Éléments hérités
Le motif du chaos originel est présenté de manière similaire dans un poème cosmogonique védique (Rig-Véda 10, 129. 1), dans la prière de Wessobrunn et dans la Völuspá.
La conception du cycle cosmique présentée dans la Völuspá se fonde sur l'homologie des cycles temporels présente dans différentes parties du monde indo-européen. Le cycle commence par un âge d'or pendant lequel les cycles temporels n'existent pas encore avant que les dieux ne donnent un nom au soleil et à la lune. L'arrivée des Nornes annonce la fin de l'âge d'or, car celles-ci viennent du monde des géants. Le parjure des dieux vis-à-vis du géant bâtisseur et la « première guerre du monde » entre les dieux Ases et les dieux Vanes ouvrent un « âge guerrier ».

## Éléments chrétiens
La Völuspá a probablement été écrite aux alentours de l'an mil, ce qui correspond à l'année de la christianisation officielle de l'Islande. En tous cas, il est probable que l'auteur était versé en christianisme. De nombreux chercheurs retrouvent dans les tableaux dépeints de la Völuspá des imageries peut-être empruntées à la Bible ou à la mythologie chrétienne. Notamment, la description de l'origine du monde, la description du Ragnarök rappelle l'Apocalypse de Saint Jean, ainsi que le renouveau en un monde idyllique - la régénération du monde étant considérée comme un concept chrétien ayant été adopté dans le poème,. De nombreux chercheurs ont rapproché la rédaction de la Völuspá à la croyance chrétienne en la fin du monde millénariste, toutefois d'autres spécialistes estiment que c'est sans fondement, et qu'une supposée peur de l'an mil n'est qu'une idée reçue inventée par les écrivains romantiques.
« Certains spécialistes ont vu dans les lignes conclusives une annonce de la venue du Christ, et ont trouvé des traces de christianisme dans l'ensemble du poème ; mais aujourd'hui les meilleurs spécialistes considèrent ces passages comme des interpolations (à cause de leur divergence avec l'esprit dominant du poème). Cependant cela n'exclut pas une familiarité avec les concepts fondamentaux du christianisme : une telle connaissance s'était diffusée dans le Nord au neuvième et au dixième siècle — époque pendant laquelle l'imagination a été vigoureusement stimulée par les activités variées de « l'époque viking ». Une étude de la langue (le vers utilisé étant le fornyrdislag) du poème conduit à une conclusion similaire. Pour autant cependant, la majeure partie de la matière du poème est peut-être d'une date bien antérieure. Une étude récente a suggéré que la partie cosmogonique, les 27 premières strophes, constituée de bribes et de fragments de haute antiquité — certains d'une force extraordinaire — a été rajoutée à un poème eschatologique de composition plus récente ».

## Dans la culture moderne
Considéré comme la plus célèbre œuvre de l'Edda poétique, et par extension une des plus célèbres sources primaires de la mythologie nordique, la Völuspá est naturellement référencée dans la culture populaire moderne. 
En 2003, ce poème a été honoré d'une collection de 10 timbres féroïens appelée Vøluspá, créés par Anker Eli Petersen, qui font référence aux mythes évoquées dans l’œuvre.
La Völuspà et l'Edda poétique sont des thèmes récurrents dans l'univers de la musique metal. Tous les groupes officiant dans ses catégories païennes y puisent une grande partie de leur inspiration.